# Viskolcz Béla
Viskolcz Béla (Miskolc, 1967. július 7. –) magyar vegyész, egyetemi tanár, a kémia tudományok kandidátusa (1998).

## Életpályája
Vegyész oklevelet a JATE vegyész szakán 1991-ben szerezte meg. MTA akadémiai ösztöndíjasaként kezdte tudományos pályáját, majd a németországi Halle-Wittenbergi Martin Luther Egyetemen doktorált. 1998-ban kapta meg a kémia tudományok kandidátusi fokozatát, majd Humboldt ösztöndíjasként folytatta elméleti gázkinetikai kutatásait. Kezdetekben a magas hőmérsékletű kémiai reakciók reakciómechanizmusának felderítésével és reakciósebességi állandószámításokkal foglalkozott , majd kutatási tevékenysége fokozatosan fordult az légkör és biokémiai jelentőségű reakciók (alacsonyhőmérsékletű oxidáció) mechanizmusvizsgálata irányába. Vizsgálta a különböző konformerek entrópia és információtartalmát is, különös tekintettel az oligopeptidekre. Ehhez a vendégprofesszorként Szegeden alkotó Csizmadia Imrével közösen prosperáló számításos kémiai műhelyt hozott létre az SZTE Kémia és Kémiai Informatika Tanszékén. A Szegedi Tudományegyetemen a Kémia Doktori Iskola Elméleti Kémiai Alprogramjának egyik alapítója. 2015 óta már a Miskolci Egyetemen, a poliuretánok és az azokat felépítő izocianátok kémiai viselkedését előállítási módját kutatja anyagtudományi és elméleti kémiai módszerek segítségével. A Kémiai Intézet vezetése mellett, 2022 óta a Miskolci Egyetem Felsőoktatási és Ipari Együttműködési Központjának igazgatója is. 
Vendégprofesszori meghívásnak tett eleget Németországban (Universität Karlsruhe) és Franciaországban (University of Lille). Több nemzetközi nyári egyetem meghívott előadója, 2012-2019 között rendszeresen rendezett nyári iskolákat Magyarországon (Szegeden és Miskolcon), amelyre a Torontói Egyetem BSc képzésről érkeztek hallgatók. Alapító tagja és kurátora a „Meleg István Alapítvány a Kémia Oktatásáért” közhasznú szervezetnek, aminek keretében egyik szervezője az Irinyi János Országos Középiskolai Kémia Versenynek.

## Kitüntetések
- Magyary Zoltán Posztdoktori Ösztöndíj (1997-1999)
- Magyar Állami Eötvös Ösztöndíj (1998)
- Alexander von Humboldt Stipendium (1999-2000)
- Bolyai János Posztdoktori Ösztöndíj (2001-2004)
- Pro Juventute Medal (SzTE) (2004)
- Rektori dicsérő oklevél (SzTE) (2006)
- Öveges Ösztöndíj (2006)
- Bolyai János Posztdoktori Ösztöndíj II. (2007-2010)
- Magyar Érdemrend Lovagkereszt polgári tagozat (2024)

## Publikációk
https://scholar.google.hu/citations?user=AczhWVcAAAAJ&hl=hu&oi=ao

## jegyzetek
1. 1 2  https://ki.uni-miskolc.hu/viskolczbela
2. ↑  JCTC. (Hozzáférés: 2022. február 3.)
3. ↑  PCCP. (Hozzáférés: 2022. február 3.)
4. ↑  PCCP. (Hozzáférés: 2022. február 3.)
5. ↑  Szegedi Radnóti Miklós Kísérleti Gimnázium. https://radnoti-szeged.edu.hu/meleg-istvan-alapitvany-a-kemia-oktatasaert/. (Hozzáférés: 2021. szeptember 16.)